# 567. pehotni polk (Wehrmacht)
Za druge 567. polke glejte 567. polk.
567. pehotni polk (izvirno nemško Infanterie-Regiment 567) je bil eden izmed pehotnih polkov v sestavi redne nemške kopenske vojske med drugo svetovno vojno.

## Zgodovina
Polk je bil ustanovljen 22. maja 1940 kot polk 10. vala iz nadomestnih čet WK XIII in dodeljen 270. pehotni diviziji.
Organizacija polka je bila julija 1940 zaustavljena zaradi hitrega zaključka francoske kampanje; čete so bile vrnjene k izvirnim enotam.